# 安則法
安則法（1898年1月6日—1955年1月20日），字石僧。雲南省平彝縣人，其先世為宣威土知州之後裔，始祖安舉宗隨元明宗入滇。以功授懷遠將軍，鎮守邊土，世襲宣威土知州。至清雍正，改土棄州職，爲霑益縣羊腸營土舍。民國十六年，劃轄平彝縣，乃為今籍。民國37年（1948年）在雲南邊疆地區民族當選第一屆立法委員

## 生平[1]
- 宣威寶山鄉立小學
- 雲南私立成德中學畢業
- 省立二部師範畢業
- 雲南大學政經系畢業
- 陽明山革命實踐研究院第十三期結業
- 上海江灣第七區黨部幹事
- 國民革命軍三十八軍政治部中校、宣傳科長、軍需軍法官暨雲南省昭通縣、綏江縣、鎮雄縣、羅平縣、佛海縣等處稅務局長
- 在佛海時期兼任省銀行佛海支行經理、佛海縣黨部主任委員、佛海縣縣長、田賦管理處長、戰地軍法官等職
- 民國44年1月20日病逝[2]